# Ismaila Atte-Oudeyi
Ismaila Atte-Oudeyi (sinh 2 tháng 2 năm 1985 ở Lomé) là một cầu thủ bóng đá Togo thi đấu ở Togo Telecom F.C..

## Sự nghiệp
Anh bắt đầu sự nghiệp ở AS Douane, thi đấu từ năm 2005 và sau đó gia nhập Maranatha F.C..

## Sự nghiệp quốc tế
Atte-Oudeyi ra sân 2 lần cho Togo, trận đấu đầu tiên vào ngày 11 tháng 10 năm 2003 trước Guinea Xích Đạo và trận thứ hai cũng là cuối cùng là với Mali ở Bamako vào ngày 27 tháng 3 năm 2005.

## Đời sống cá nhân
Anh là em trai của cầu thủ Zanzan Atte-Oudeyi.